# A215 (Росія)
Автошлях А215 «Лодейне Поле — Брін-Наволок» (раніше Р37) — федеральна російська автошлях, проходить територією Ленінградської області, Вологодської області та Архангельської області і має протяжність 790 км. Обліковий номер на ділянці Ленінградської області — 41К-001, на ділянці Вологодської області — 19К-013. Протяжність 189 км. До 31 грудня 2017 року допускається використання колишнього номера дороги Р37.
Траса починається з перетину з автошляхом А119 в Брін Наволоке, проходить через Каргополь, Мегорський Погост, Оштинський Погост, Підпоріжжя і закінчується в районі міста Лодейне Поле, упираючись у трасу Кола.

## Стан дороги
На ділянці від Брін-Наволока до Витегри стан дороги в нормі, далі на захід до кордонів Ленобласті ведеться активний ремонт, де станом на 2021 було ще багато ґрунтових ділянок. У самій Витегрі стан дороги задовільний, але як А215, і А119 проходять через місто. Частина А215 від Витегри до Мироново довжиною 88,8 км проходить паралельно з іншою трасою А119.

## Зображення

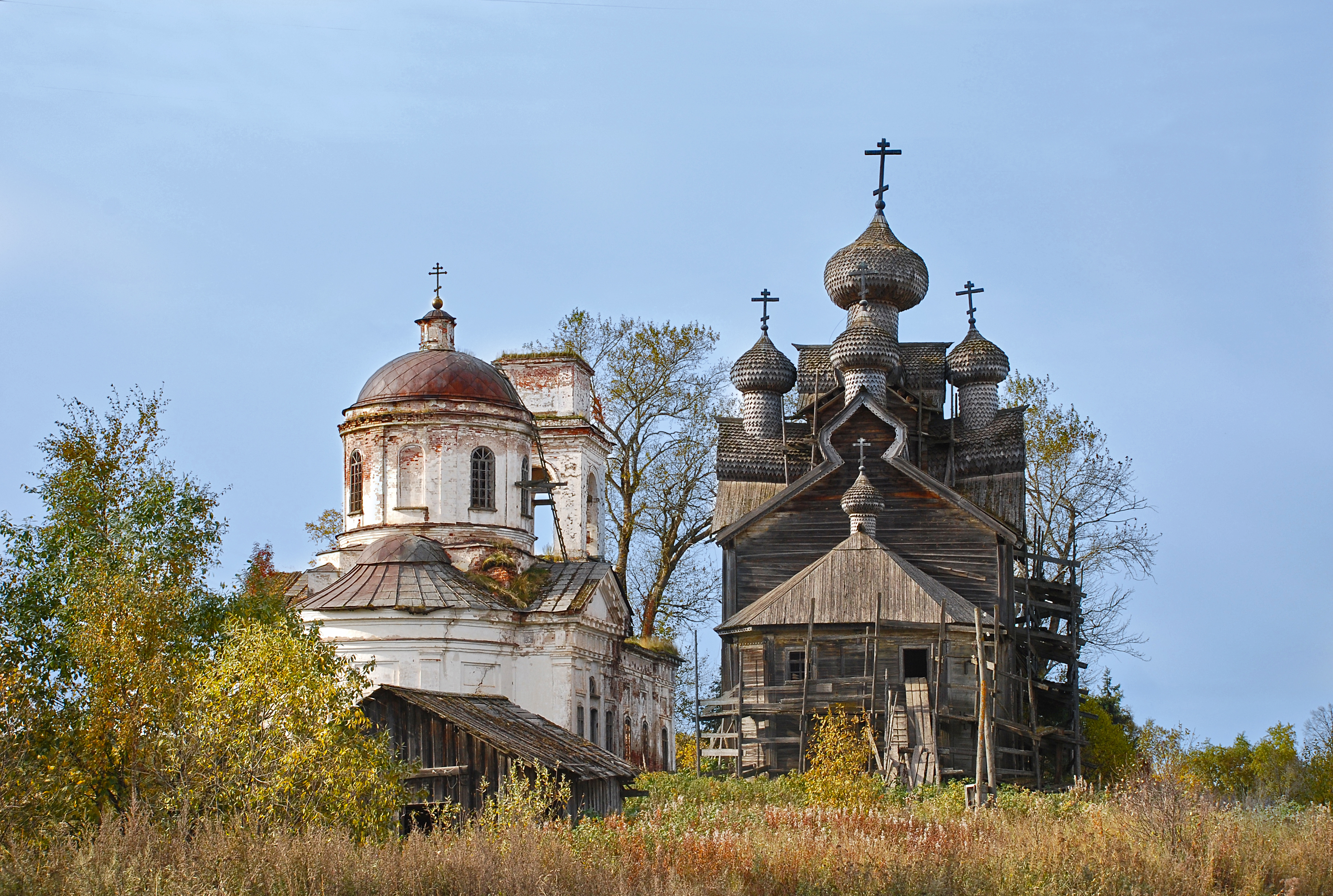
Знам'янська церква у Палтозі
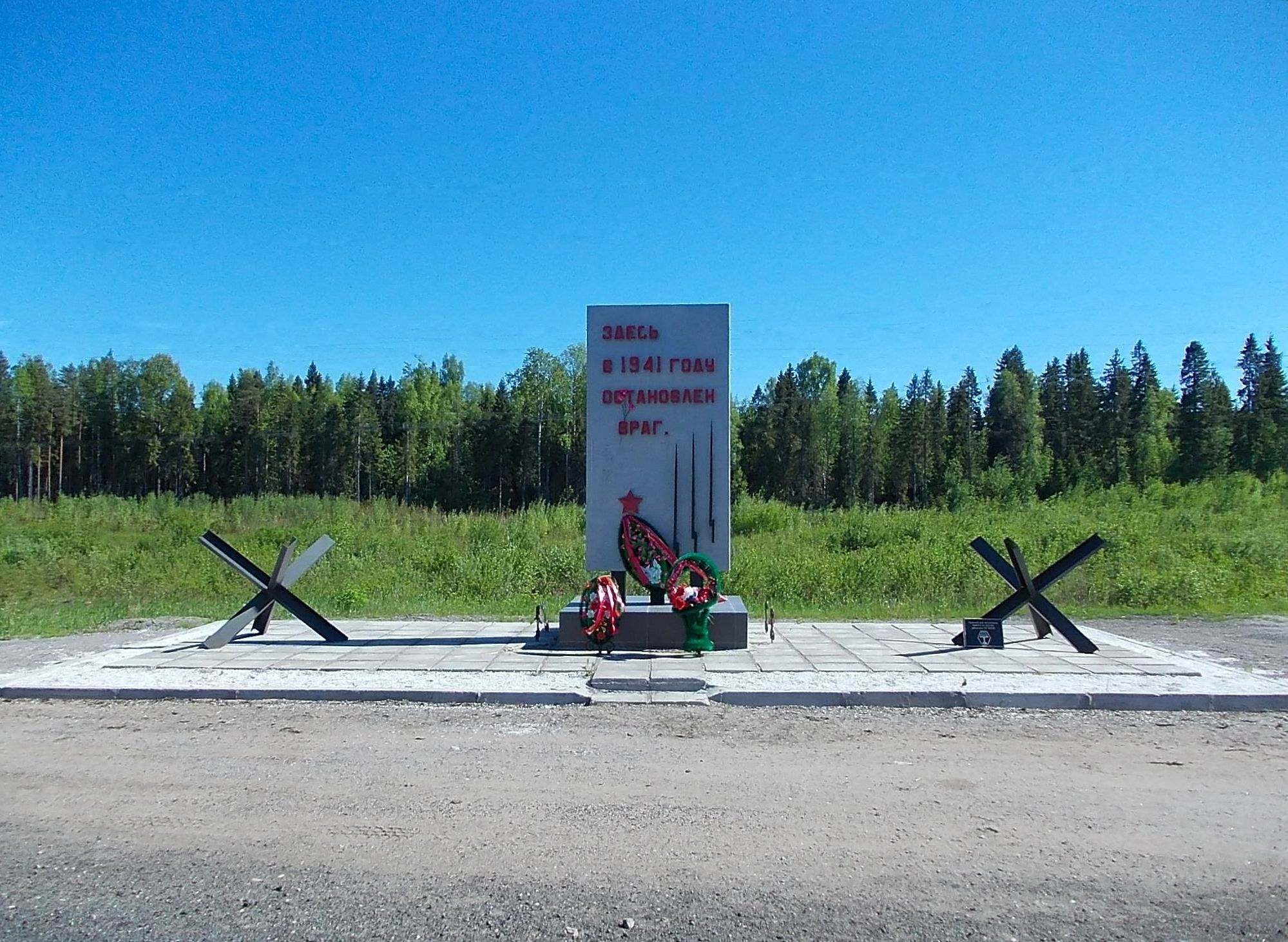
Пам'ятний знак між Лодейним Полем та Подпорож'єм
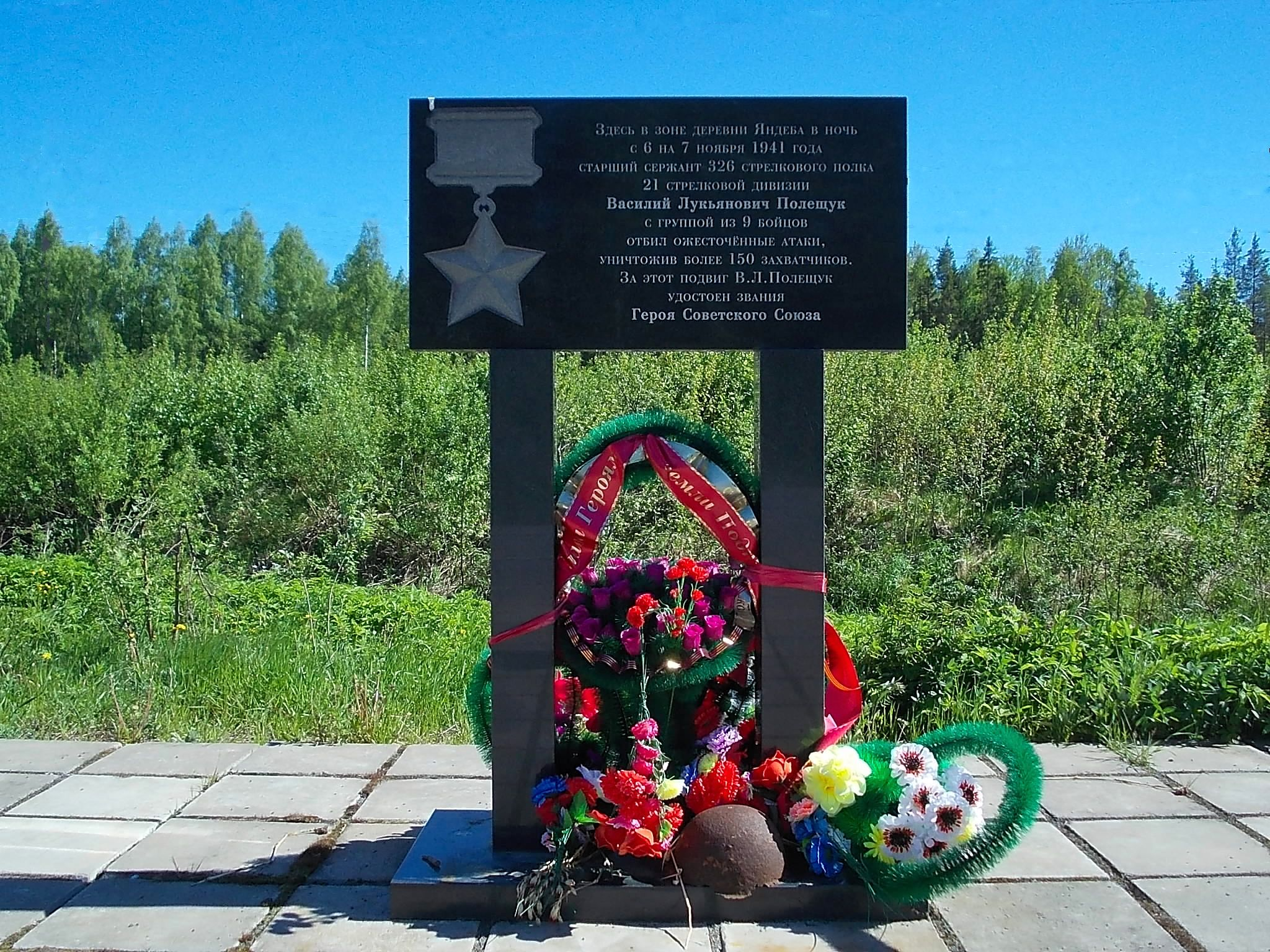
Пам'ятний знак поблизу с. Яндеба.
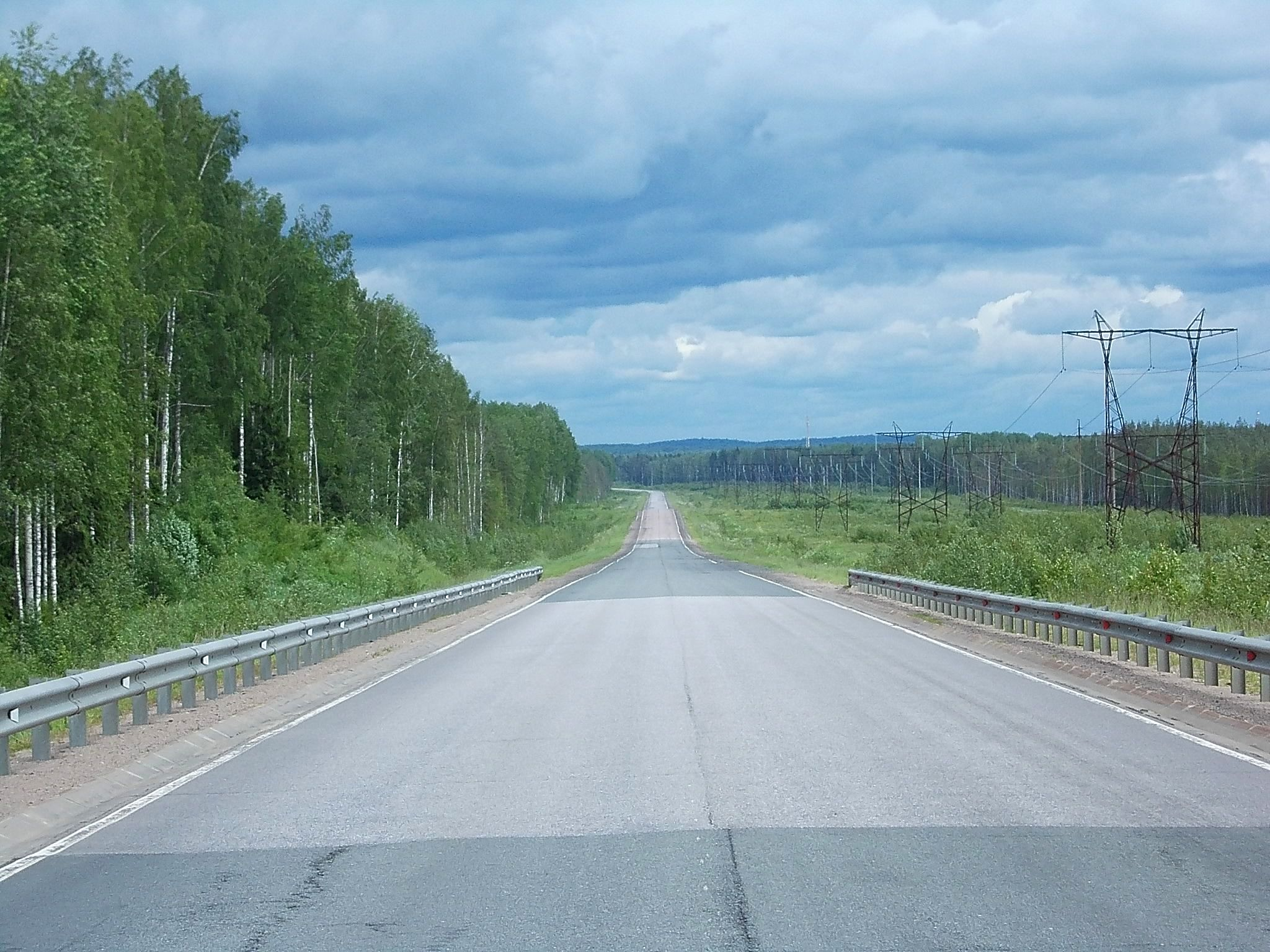
Ділянка дороги між Лодейним Полем та Підпоріжжям
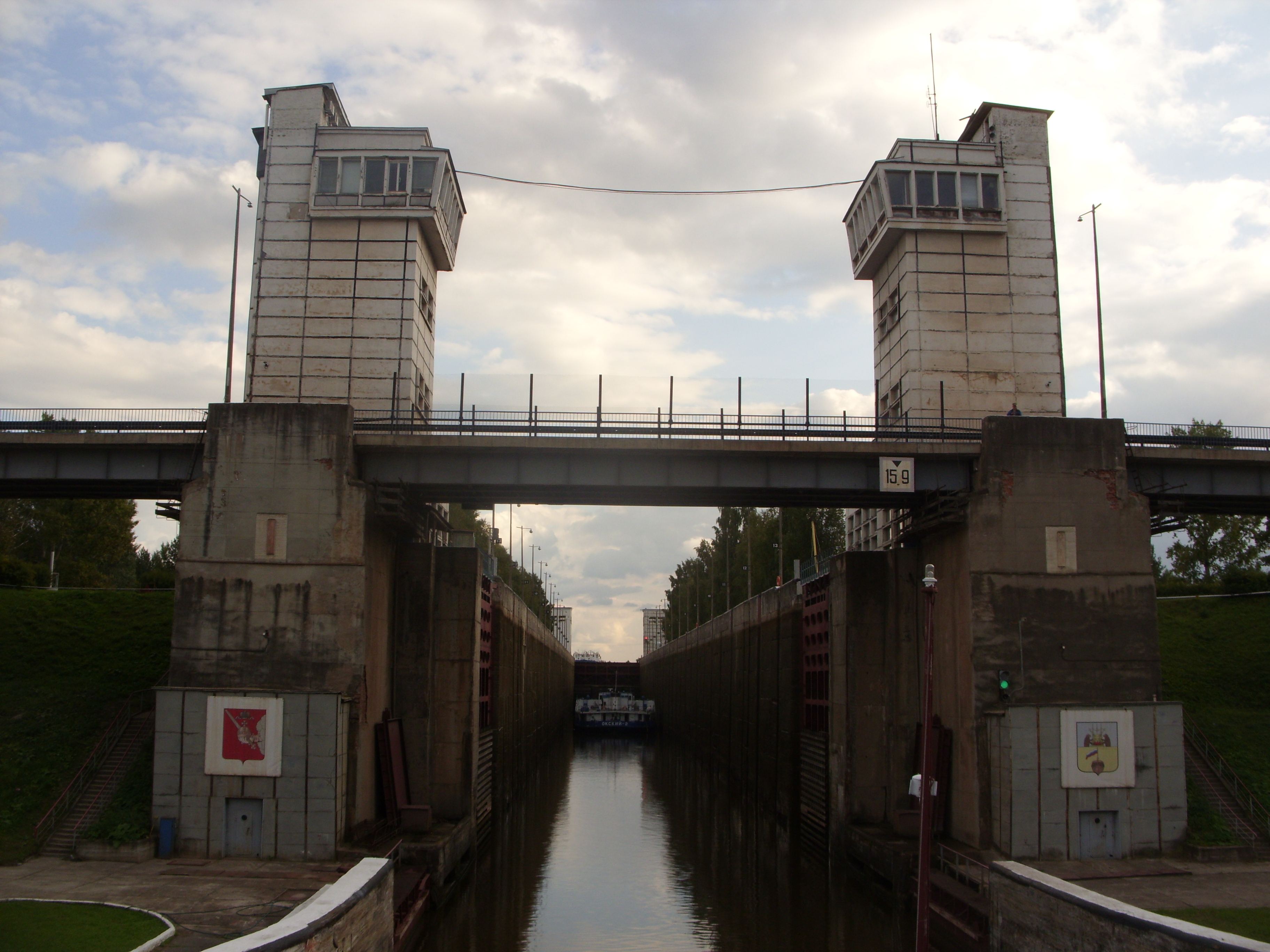
Міст через Волгобалт у місті Витегрі (Шлюз №1)